# Королевский монастырь (Вена)

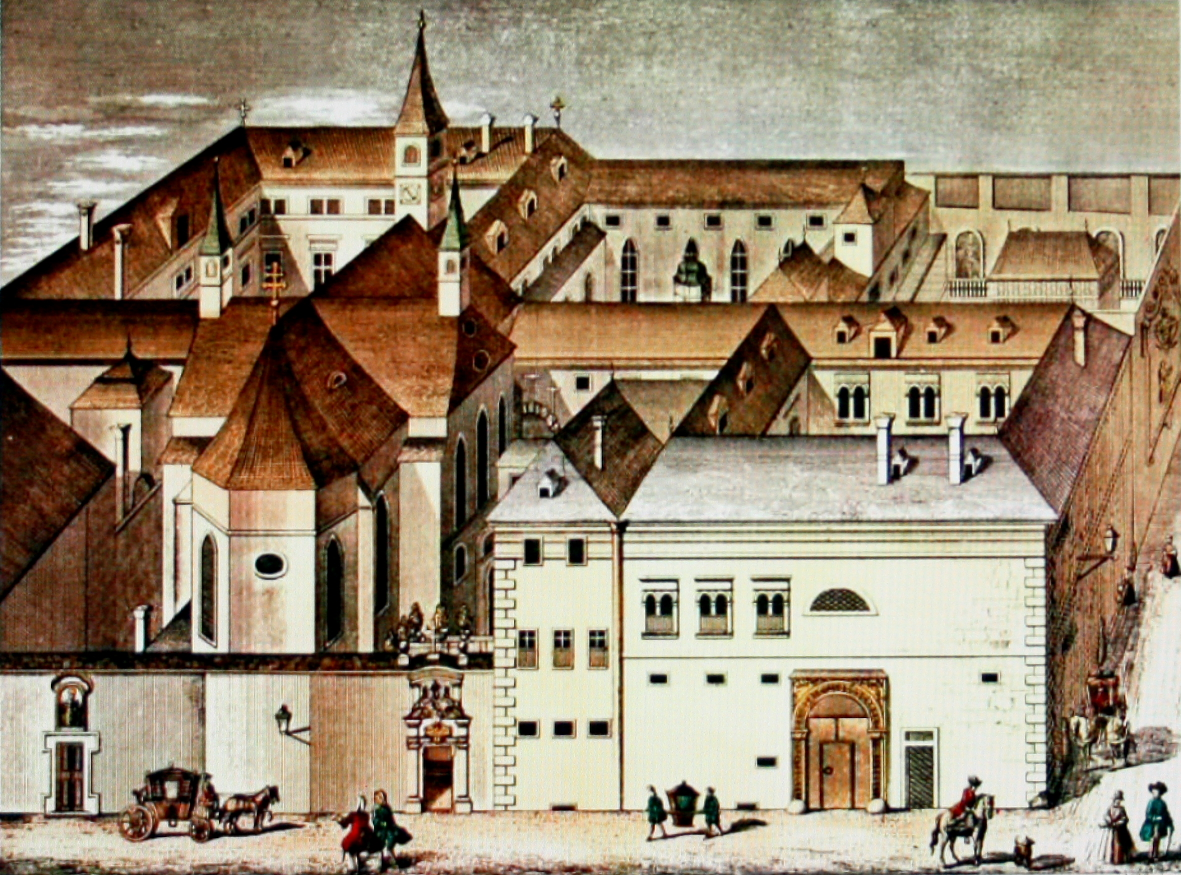
Женский монастырь, вид с высоты птичьего полета 1740 года, содержащийся в «Cosmographia Franciscana» Герцога. Вид с востока, спереди — Доротеергассе, справа — нынешняя Штальбурггассе.

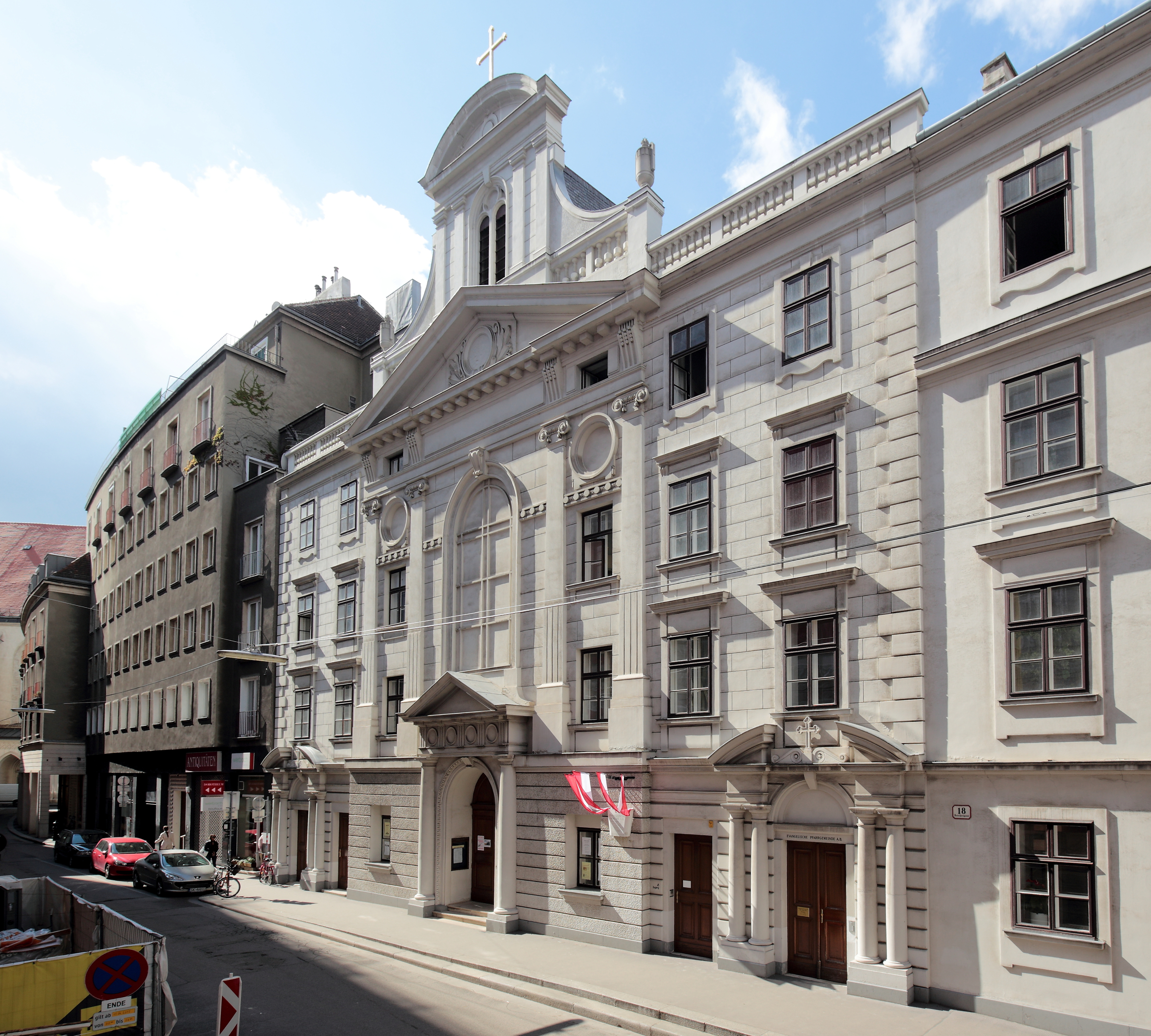
Лютеранская городская церковь, созданная после 1783 года из бывшей монастырской церкви Королевского монастыря.

Королевский монастырь, также монастырь кларисок Святой Марии, королевы ангелов —женский монастырем кларисок в Вене. Был основан около 1580 года Елизаветой Австрийской и распущен в 1781 году в ходе иосифлянских реформ. Он располагался в квадрате улиц Доротеергассе, Йозефсплац, Бройнерштрассе и Штальбурггассе.

## История
Основательница монастыря, Елизавета Австрийская, была похоронена в 1592 году в монастырской церкви, построенной между 1582 и 1583 годами. В 1618 году здесь же были похоронены императрица Анна, а в 1619 году — ее муж император Матвей; Их отдельно захороненные сердца, а также отдельно захороненное сердце императора Фердинанда II первоначально также находились здесь. Тела императора Матвея и императрицы Анны были перенесены в склеп капуцинов в 1633 году, а три урны с сердцми наконец нашли свое место в склеп сердца Габсбургов в часовне Святого Георгия Аугустинеркирхе. После роспуска Королевского монастыря останки Елизаветы Австрийской были перезахоронены в герцогском склепе собора Святого Стефана.
После принудительного упразднения монастыря в 1781 году в рамках реформы церкви Иосифа II, в 1783 году венские лютеранская и реформатская общины выкупили по части землю бывшего монастыря. Реформатская община построила на своей территории молитвенный дом, который впоследствии был расширен до Реформатской городской церкви. Молитвенный дом был первой протестантской церковью, построенной в Вене. Лютеранская община получила центральную часть заброшенного Королевского монастыря с бывшей монастырской церковью. Другая часть бывшей монастырской территории была приобретена банкиром Иоганном фон Фрисом, который построил там нынешний дворец Паллавичини. Бывшая монастырская церковь Королевского монастыря впоследствии была переоборудована и расширена в Лютеранску городскую церковь. Поскольку, согласно положениям Эдикта о терпимости, протестантская церковь не могла быть распознана снаружи как таковая, три церковные башни бывшей монастырской церкви пришлось снести.
На территории бывшего монастыря сейчас находятся дворцы Паллавичини и Пальфи, а также лютеранская и реформатская городские церкви. Напротив Королевского монастыря находился монастырь Доротеер, который также был упразднен в ходе иосифлянских реформ.
В 1887 году улица Кёнигсклостергассе в районе Вены Мариахильф (6-й район) была названа в честь монастыря, которому с 1582 года принадлежала ферма в Мариахильфе.